# Gatwick Airport

i7
i11
i13
Der Gatwick Airport (bis 2010 offiziell London Gatwick Airport; IATA-Code: LGW, ICAO-Code: EGKK) ist nach Heathrow der zweitgrößte der Londoner Flughäfen und des Vereinigten Königreiches sowie neuntgrößter Flughafen Europas (Stand: 2023). Er wurde am 9. Juni 1958 von Königin Elisabeth II. eröffnet.

## Lage und Verkehrsanbindung
Der Flughafen liegt etwa 40 Kilometer südlich von London im Borough of Crawley in der Grafschaft West Sussex, etwa auf halbem Weg zur Kanalküste mit dem Seebad Brighton.
Direkt unter dem South Terminal befindet sich der Bahnhof Gatwick Airport. Von dort bestehen regelmäßige Zugverbindungen nach London. Zum Bahnhof Victoria verkehrt der Expresszug Gatwick Express ohne Halt alle 15 Minuten, sowie mehrmals stündlich ein Zug von Southern, der aus dem Seebad Brighton kommend zusätzlich in East Croydon und Clapham Junction einen Halt einlegt, allerdings nur geringfügig länger braucht. Zu den zentralen Bahnhöfen London Bridge und St Pancras International, dem Flughafen Luton sowie St Albans und Bedford bestehen gute Verbindungen auf der Thameslink-Strecke. Weitere Züge von Southern fahren nach Ore, Eastbourne, Littlehampton, Bognor Regis, Portsmouth and Southampton, Züge der Great Western Railway nach Reading.
Der Flughafen verfügt über einen Busbahnhof (Coach Station), von dem regelmäßige und gute Fernlinienbus-Verbindungen bestehen. Anbieter wie National Express oder EasyBus UK fahren über 20 britische Ziele an.
Der River Mole wird in Nord-Süd-Richtung unter dem Flughafengelände hindurchgeführt.

## Betreiber
Betreiber des Flughafens war bis 2009 die BAA (ehemals British Airports Authority), die unter anderem auch die Flughäfen Heathrow und Stansted betreibt. BAA war Gegenstand einer Untersuchung der britischen Wettbewerbsaufsicht, die im August 2008 einen vorläufigen Befund veröffentlichte, der BAA zu einem Verkauf der Flughäfen Gatwick, Stansted und Glasgow hätte zwingen können. In diesem Rahmen gab BAA im September 2008 seine Entscheidung bekannt, einen Käufer für Gatwick zu suchen.
Im Dezember 2009 wurde der Flughafen für 1,5 Milliarden Pfund an den Infrastrukturinvestor Global Infrastructure Partners, der auch Betreiber des London City Airports ist, verkauft.
Im Juni 2010 wurde der Flughafen unter der neuen Eigentümergesellschaft im Rahmen einer umfangreichen Neustrukturierung in Gatwick Airport umbenannt. Der bisherige offizielle Namenszusatz London entfiel. Jedoch wirbt der Flughafen seit der Änderung mit dem Slogan Your London Airport.
Im Dezember 2018 wurde bekanntgegeben, dass 50,01 % der Anteile an den französischen Vinci-Konzern verkauft werden sollen, der mit diesen Kauf 46 Flughäfen weltweit betreiben wird. Gatwick wurde bei dieser Transaktion mit 2,9 Milliarden Pfund bewertet. Der Verkauf wurde im Mai 2019 abgeschlossen.

## Infrastruktur

Flughafendiagramm

### Start- und Landebahn
Gatwick ist der meistbenutzte Flughafen der Welt mit nur einer aktiven Start- bzw. Landebahn. Da beide Pisten nur 200 Meter Abstand zueinander aufweisen, kann immer nur eine Piste zum Starten und Landen genutzt werden, wogegen die zweite als Rollweg dient. Im Normalfall wird die südlich gelegene, längere und mit ILS ausgestattete Piste 08R/26L zum Starten und landen genutzt, und die nördlich gelegene kürzere Landebahn 08L/26R zum Rollen. Gelegentlich, z. B. bei  Wartungsarbeiten oder zu weniger betriebsamen Tagesrandzeiten wird getauscht, und  08L/26R zum Starten und Landen, und 08R/26L zum Rollen genutzt.
Seit 2023 werden die Bestrebungen, beide Pisten gleichzeitig, z. B. für zueinander leicht versetze Starts und Landungen nutzbar zu machen, intensiviert. Damit sollen bis zu 15 zusätzliche Flugbewegungen pro Stunde ermöglicht werden. Die Bahnen sollen auf 60 Meter verbreitert werden, wodurch sich auch der Abstand zwischen beiden Mittelachsen der Pisten leicht erhöhen würde.
Pläne zum Bau einer weiteren, unabhängigen Start- und Landebahn führten zu heftigen Protesten der Anwohner, die mehr Lärm und Abgase befürchten. Mit der Lokalverwaltung wurde ein Vertrag abgeschlossen, der den Bau bis mindestens 2019 unterband. Dennoch wurden und werden auch diese Pläne immer stärker konkretisiert. Ein drittes Terminal im Süden zwischen den bisherigen Pisten, und der projektierten neuen Landebahn würde es ermöglichen, mehr Passagiere abzufertigen als der aktuelle Spitzenreiter London-Heathrow.

### Abfertigungsgebäude

#### North Terminal
Der Bau des North Terminals begann 1983; es war das größte Bauprojekt südlich von London in den 1980er Jahren. 1988 eröffnete Königin Elisabeth II. dieses Terminal.

#### South Terminal
Die Haupthalle und die mittlere Pier des South Terminals wurden zwischen 1956 und 1958 gebaut. Die britische Königin Elisabeth II. eröffnete den Flughafen am 9. Juni 1958. Im Jahr 1962 wurden zwei zusätzliche Piers eröffnet. 1983 wurde die nördliche Pier abgerissen und an deren Stelle ein kreisrundes Satelliten-Terminal erbaut, das durch die erste automatische Kabinenbahn Großbritanniens mit dem Hauptterminal verbunden war. Die Bahn wurde stillgelegt und durch einen neuen Verbindungsbau mit Laufbändern ersetzt. Die Haupthalle wurde mehrfach umgebaut und erweitert; neben dem Ankunftsbereich im nördlichen Teil des South Terminals und den Check-In Schaltern südlich davon gibt es zwei große Bereiche mit Geschäften und Cafés: Das „Gatwick-Village“ auf der ersten Etage ist für alle Besucher zugänglich, der weitläufige Duty-free-Bereich hinter der Sicherheitskontrolle ähnelt eher einem Einkaufszentrum als einer Wartehalle.

#### „The Beehive“

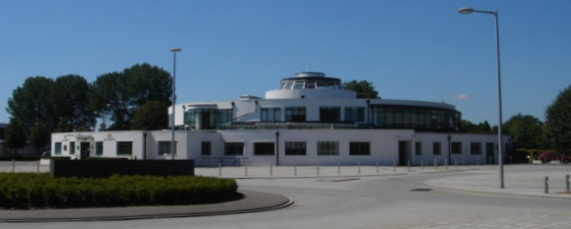
The Beehive

Das 1936 eröffnete erste Abfertigungsgebäude des Flughafens, The Beehive (der Bienenstock), wurde von Frank Hoar, Marlow and Lovett geplant und war das erste vollintegrierte Abfertigungsgebäude der Welt. Es wurde bis in die 1950er Jahre genutzt. Beim Bau der neuen South Terminals wurde auch der Bahnhof verlegt, sodass das ursprüngliche Abfertigungsgebäude vom Rest des Flughafens abgeschnitten wurde. In der Folge nutzte man es als Abfertigungsgebäude für Hubschrauberflüge. Später diente es als Verwaltungsgebäude, von 1989 an hatte GB Airways in dem im Stil des Art déco errichteten Gebäude seinen Sitz. Als das Unternehmen im Januar 2008 von EasyJet übernommen wurde, verblieb es beim früheren Eigentümer von Gibraltar Airways, der Bland Group. Das Bauwerk ist seit 1996 Listed Building im Grade II* und somit eines von nur zwölf so eingeordneten Bauwerken in Crawley.

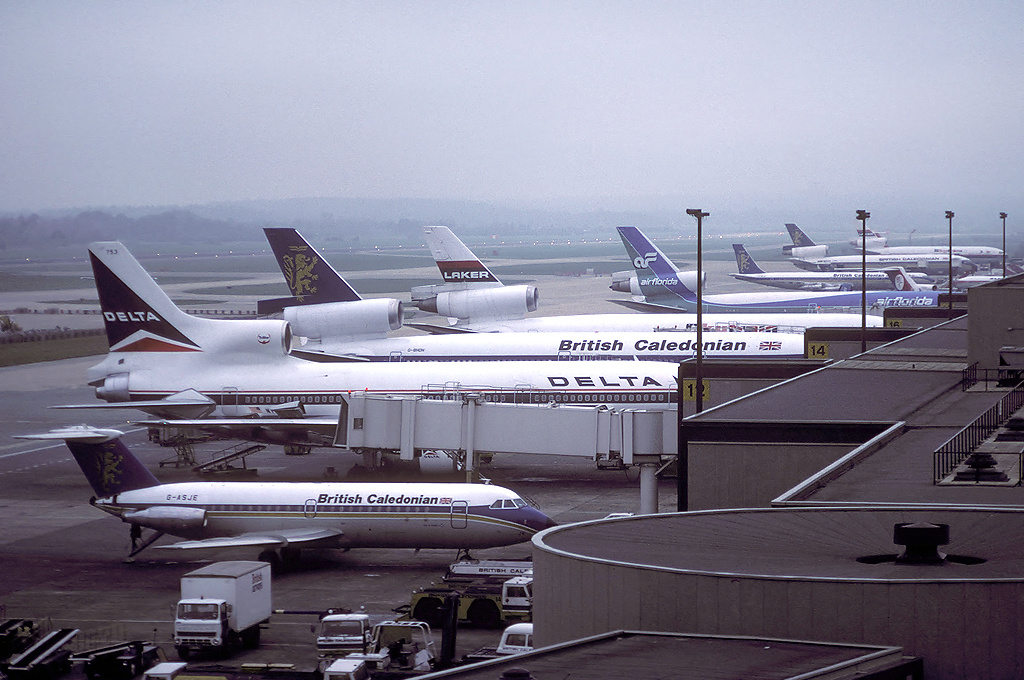
Gatwick Airport im Jahr 1981

## Fluggesellschaften und Ziele
Gatwick verfügt über zahlreiche Routen zu europäischen Städte- und Urlaubszielen und auch diverse Langstreckenverbindungen.
Der Flughafen ist nach Heathrow die wichtigste Basis für British Airways, die von hier aus beispielsweise diverse Ziele in der Karibik bedient.

## Zwischenfälle
- Am 17. Februar 1959 wurde eine Vickers 794D Viscount der Türk Hava Yollari – THY (der späteren Turkish Airlines) (Luftfahrzeugkennzeichen TC-SEV) beim Landeanflug auf den Flughafen London-Gatwick in den Boden geflogen (Controlled flight into terrain). Die aus Rom kommende Maschine unterschritt den Gleitpfad des Instrumentenlandesystems und kollidierte 5,2 Kilometer westlich des Flughafens mit Bäumen und fing Feuer. Von den 24 Menschen an Bord wurden 14 getötet.[17]

- Am 5. Januar 1969 wurde eine Boeing 727-113C der Ariana Afghan Airlines (YA-FAR) beim nächtlichen Landeanflug auf den Flughafen Gatwick in den Boden geflogen (Controlled flight into terrain). In starkem Nebel mit 100 Meter Sicht wurde der Anflug begonnen, obwohl die vorgeschriebene Mindestsicht 400 Meter betrug. Die aus Frankfurt kommende Maschine unterschritt den Gleitpfad des Instrumentenlandesystems und wurde nicht mehr rechtzeitig abgefangen. Sie schlug etwa 2,5 Kilometer vor der Landebahn auf und zerbrach, wobei 48 der 62 Menschen an Bord sowie zwei Personen am Boden ums Leben kamen.[18]

- Am 26. Juli 1969 brach auf einem Frachtflug das Bugfahrwerk einer Airspeed Ambassador (G-ALZR) der BKS Air Transport bei der Landung. Aufgrund der Schadenshöhe wurde die Maschine als Totalverlust abgeschrieben; die acht an Bord befindlichen Personen wurden nicht verletzt.[19]

- Am 28. Januar 1972 sprang eine Vickers VC10-1100 der British Caledonian Airways (G-ARTA) bei der Landung auf dem Flughafen London-Gatwick in böigen Winden bis zu 28 Knoten insgesamt dreimal wieder in die Luft. Der Rumpf war vor und hinter den Tragflächen zerknittert, ein Bugradreifen war geplatzt und ein Rad hatte sich gelöst. Dadurch war das Flugzeug irreparabel beschädigt und musste verschrottet werden. Alle vier Besatzungsmitglieder, die einzigen Insassen auf dem Überführungsflug, überlebten den Unfall.[20]

- Am 19. Dezember 2018 um 21 Uhr GMT wurde der Flugbetrieb vorübergehend eingestellt, da angeblich wiederholt eine oder mehrere Drohnen über dem Flughafengelände gesichtet worden waren. In den beiden Folgetagen wurde der Flugbetrieb wegen angeblicher Drohnen mehrfach eingestellt.[21][22] Die Polizei schließt nicht aus, dass die Drohnensichtungen ein Irrtum waren, es somit gar keine Drohnenflüge gegeben hat.[23] Des Weiteren gibt es bis jetzt keine eindeutigen Aufnahmen der Drohnen.